# Westfälisches Volksliedarchiv
Das Westfälische Volksliedarchiv mit Sitz in Münster besteht aus den Teilen schriftliches Volksliedarchiv und Tonarchiv. 
Offiziell gegründet wurde das Archiv, das zur Kommission Alltagskulturforschung für Westfalen beim Landschaftsverband Westfalen-Lippe gehört, im Jahr 1927. Die Sammeltätigkeit begann  bereits 1914 nach Gründung des Deutschen Volksliedarchivs in Freiburg. 
Das Westfälische Volksliedarchiv besteht aus rund 9000 Liederblättern mit ein- und mehrstrophigen Liedern, zu denen teilweise eine Melodie notiert ist. Darüber hinaus verfügt das Archiv über rund 100 handschriftliche Liederbücher, die teils im Original, teils in Kopie vorliegen und hauptsächlich aus der ersten Hälfte des 19. Jahrhunderts stammen. Praktisch erfolgte die Sammlung durch speziell geschulte Mitarbeiter – insbesondere Lehrer –, die die Lieder in den einzelnen westfälischen Orten von verschiedenen Gewährspersonen zusammentrugen.
Ergänzt wird der Bestand durch mehr als 1000 Stunden Tonaufnahmen, die die Mitarbeiter der Volkskundlichen Kommission hauptsächlich zwischen 1954 und 1990 durchführten. Sie beinhalten einen einzigartigen Bestand authentischer Audio-Beiträge aus der volkskundlichen Feldforschung in Westfalen. Die Aufnahmen umfassen neben Volksliedgesängen mit entsprechenden Erklärungen auch Erzählungen, Interviews über Bräuche und ehemalige Arbeitsverfahren sowie Lebenserinnerungen. Die Liedaufzeichnungen enthalten sowohl das Repertoire einzelner Volksliedsänger als auch Liedersammlungen aus verschiedenen Orten und Lieder bestimmter Singgemeinschaften.
In den Jahren 2007/2008 hat das Seminar für Volkskunde/Europäische Ethnologie der Universität Münster (heute: Institut für Kulturanthropologie/Europäische Ethnologie) gemeinsam mit der Volkskundlichen Kommission für Westfalen (heute: Kommission Alltagskulturforschung für Westfalen) im Rahmen eines von der Deutschen Forschungsgemeinschaft geförderten Projektes, die vom Verfall bedrohten Aufnahmen sowie das empfindliche schriftliche Volksliedarchiv digitalisiert. Sämtliche veröffentlichte Liedbeiträge stehen kostenfrei Online zur Verfügung.